# Kimberly Vandenberg
Kimberly Vandenberg (Berkeley, Estados Unidos, 13 de diciembre de 1983) es una nadadora estadounidense especializada en pruebas de estilo mariposa larga distancia, donde consiguió ser subcampeona mundial en 2007 en los 200 metros.

## Carrera deportiva
En el Campeonato Mundial de Natación de 2007 celebrado en Melbourne ganó la medalla de plata en los 200 metros estilo mariposa, con un tiempo de 2:06.71 segundos, tras la australiana Jessicah Schipper (oro con 2:06.39 segundos) y por delante de la polaca Otylia Jędrzejczak.
Consiguió la medalla de bronce en los Juegos Olímpicos de Pekín 2008 en la prueba de 4x200 metros libres, tras participar en las series eliminatorias.

## Palmarés internacional
| Juegos Olímpicos               | Juegos Olímpicos      | Juegos Olímpicos  | Juegos Olímpicos |
| Año                            | Lugar                 | Medalla           | Prueba           |
| ------------------------------ | --------------------- | ----------------- | ---------------- |
| 2008                           | Pekín (China)         | Medalla de bronce | 4x200 m libres   |
| Campeonato Mundial de Natación |                       |                   |                  |
| 2007                           | Melbourne (Australia) | Medalla de plata  | 200 m mariposa   |